# متى كوناط
متى كوناط (بالسريانية: ܡܬܝ ܟܘܢܐܛ ) (1860 - 1927) هو كاتب وخوري سرياني آرامي، وُلد متى كوناط في بلدة (بامباكودا) سنة 1860م، وأخذ عن عمه المطران يوليوس كوركيس راعي ابرشية (طومبون) فتضلّع من السريانية حتى أصبح علماً من اعلامها كما درس العلوم، وكان في الثالثة والعشرين من عمره عندما رُسِم قسّاً وتعيّن معلماً للغة السريانية والعلوم الدينية العالية في اكليريكية السريان الكبرى في (كوطيم) حيث قرأ عليه عدد كبير من الشمامسة، وعندما زار البطريرك بطرس الرابع الكنيسة في الهند في نهاية القرن 19 منحه لقب (ملفان ملبار) نظراً لعلو كعبه في اللغة السريانية وآدابها، وعندما وقع الشقاق الكنسي المؤسف في الهند، ترك دعاة الانفصال وأنشأ في بلدته مدرسة اكليريكية تصدّر للتعليم فيها، كما أسس مطبعة سريانية آرامية نشرت معظم الطقوس السريانية باللغتين السريانية والمليالم، وأصدر مجلّة سمّاها ( ܣܝܡܬ ܚܝ̈ܐ كنز الحياة ).
أقيم خورياً سنة 1926 وتوفي سنة 1927. قال عنه البطريرك يعقوب الثالث في كتابه ( تاريخ الكنيسة السريانية الهندية) ص383 ( كان عالماً، ملفاناً، ورعاً، غيوراً على مصالح الكرسي الرسولي). الّف نبذتين في تاريخ الكنيسة الملبارية وكتاب غراماطيق ورسائل وأبحاث طلّية في معتقدات الكنيسة السريانية.